# Mount Alexander, Antarktis
Mount Alexander är ett berg i Antarktis. Det ligger i Västantarktis. Argentina, Chile och Storbritannien gör anspråk på området. Toppen på Mount Alexander är 595 meter över havet, eller 310 meter över den omgivande terrängen. Bredden vid basen är 2,7 km.
Terrängen runt Mount Alexander är kuperad åt nordost, men åt sydväst är den platt. Havet är nära Alexander söderut. Trakten är obefolkad. Det finns inga samhällen i närheten.